# 苏羽
苏羽（1918年—1989年），曾用名吉学武、吉小苏，男，河南沁阳人，中华人民共和国政治人物，曾任安徽省人民政府副省长，安徽省人大常委会副主任。